# Broshuis
Broshuis is een Nederlands bedrijf dat is gespecialiseerd in het produceren en verkopen van opleggers voor exceptioneel transport. Het is de oudste fabrikant van opleggers voor speciaal transport en van de containerchassis. Het bedrijf is gevestigd in Kampen in de Nederlandse provincie Overijssel.

## Geschiedenis
Broshuis werd in 1885 opgericht in Muiden in de Nederlandse provincie Noord-Holland. Tot 1926 werden in het bedrijf wagens voor paardentractie geproduceerd. Tussen 1926 en 1929 hield Broshuis zich bezig met de ombouw van T-Fords tot vrachtwagens. In 1929 werd een eerste oplegger geconstrueerd. De heipalen voor de bouw van het Amsterdamse Hilton hotel werden in 1958 met de eerste uitschuifbare oplegger van Broshuis vervoerd. In 1965 produceerde Broshuis de eerste uitschuifbare semi-dieplader ter wereld. In 1975 verhuisde het bedrijf naar Kampen. Broshuis heeft ook kantoren in het Verenigd Koninkrijk en Denemarken.